# 吉本武雄
吉本 武雄（よしもと たけお、男性、1902年 - 没年不明）は、日本のプロボクサー。元上海王者。現役時の体格は103lbs（46.7kg）。第2次世界大戦前の日本人ボクサーとしては珍しく、日本のみならず、中国やアメリカでも試合を行った。

## 来歴
1902年に生まれる。1922年に渡辺勇次郎経営の日本拳闘倶楽部に入門。その3年後の1925年に、上海から来たフィリピン人選手と共に、上海に渡る。
その時に、田中禎之助含む数人の日本人選手も同行した。上海で6戦5勝1敗（8戦7勝1敗という説もある）の戦績を残し、1926年5月に上海王者として日本に帰国。

## 参考出典
- 「読者の指定席」『ボクシング・ワールド』2008年6月号・108頁、ベストセラーズ、2008年6月20日
- 郡司信夫「ボクシング百年」、時事通信社、昭和51年7月20日